# Evangelische Kirche (Białuty)
Die Evangelische Kirche in Białuty ist ein Bauwerk aus dem beginnenden 20. Jahrhundert und zählt zu den ostpreußischen Jubiläumskirchen, die anlässlich des 200. Jubiläums der Königskrönung in Königsberg (Preußen) errichtet wurden. Sie diente bis 1945 als Pfarrkirche des evangelischen Kirchspiels Bialutten. Heute ist sie als ungenutzte Ruine im polnischen Białuty in der Woiwodschaft Ermland-Masuren dem Verfall preisgegeben.

## Geographische Lage
Białuty ist ein Dorf im Südwesten der Woiwodschaft Ermland-Masuren und im Südosten der Powiat Działdowski (Kreis Soldau). Durch den Ort verläuft eine Nebenstraße, die bei Napierki (Napierken, 1938 bis 1945 Wetzhausen (Ostpr.)) von der Schnellstraße 7 (Danzig–Warschau) abzweigt und nach Iłowo-Osada (Illowo) führt. Der Standort der Kirche befindet sich an der Straße nach Dźwierznia (Dzwiersnia) in der südwestlichen Ortsmitte.

## Kirchengebäude
Für die Jubiläumskirche in Bialutten wurde am 10. Mai 1904 der Grundstein gelegt. In einer Bauzeit von nur sieben Monaten war das Gotteshaus fertiggestellt und konnte am 20. Dezember 1904 eingeweiht werden.

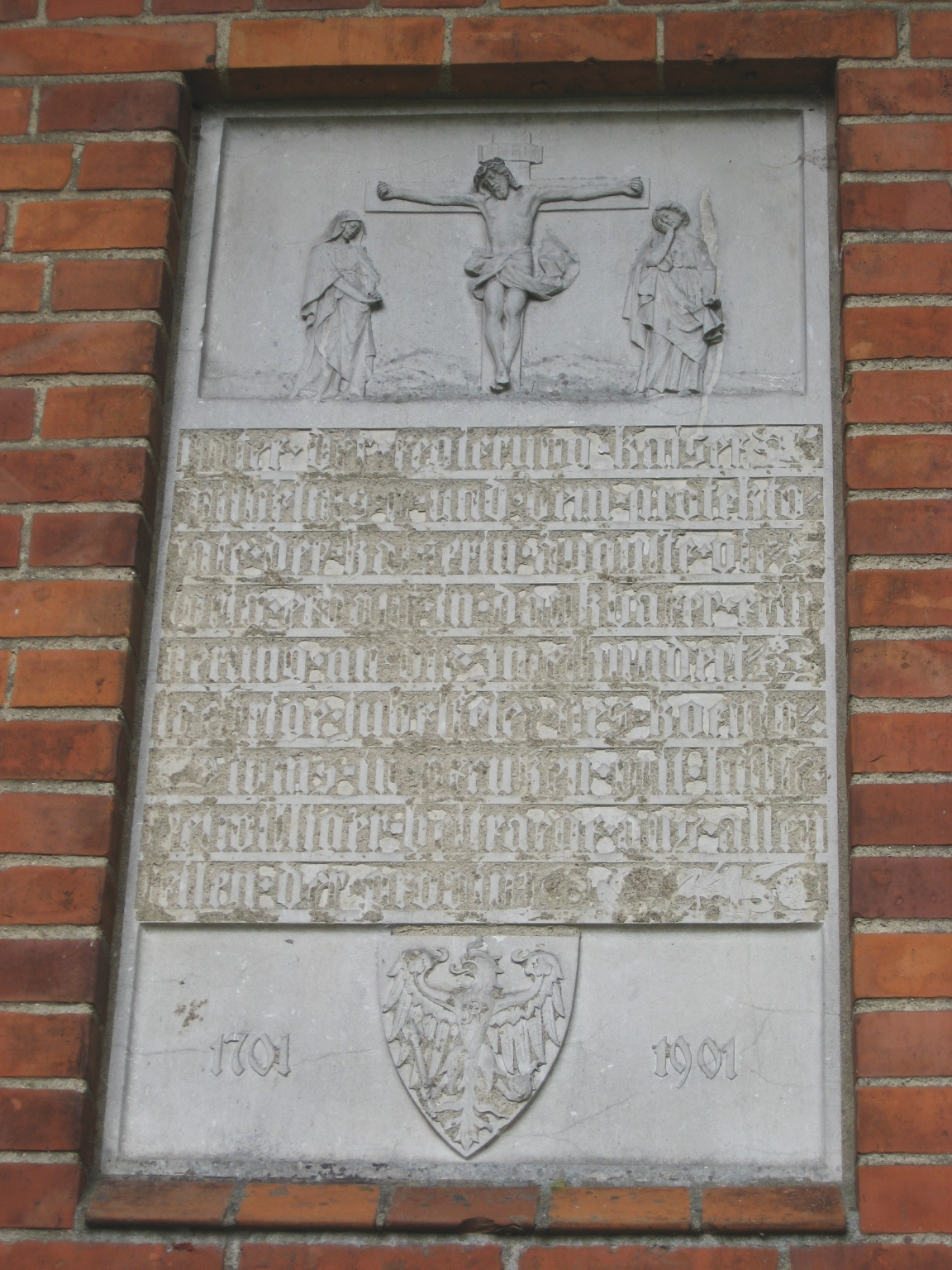
Gedenktafel an der Jubiläumskirche Bialutten

Die Kirche ist massiv auf Feldsteinfundament mit roten Ziegelsteinen unter verschaltem Pfannendach errichtet worden. Der an der Nordostseite angebaute Turm ist etwa 25 Meter hoch und mit Strangfalzziegeln eingedeckt. Eine Kugel mit Kreuz krönt die Spitze. Am Südwestgiebel unter dem Altarraum und der Sakristei legte man Keller an und installierte hier eine Zentraldampfheizungsanlage sowie den Kohlenraum. Die Wärme im Kirchenraum verteilten die im Schiff eingebauten Rippenheizkörper.
Bei der Grundsteinlegung wurden rechts und links neben dem Haupteingang zwei Gedenksteine eingemauert – mit den Inschriften: Friedrich I. 18. Januar 1701 und Wilhelm II. 18. Januar 1901.

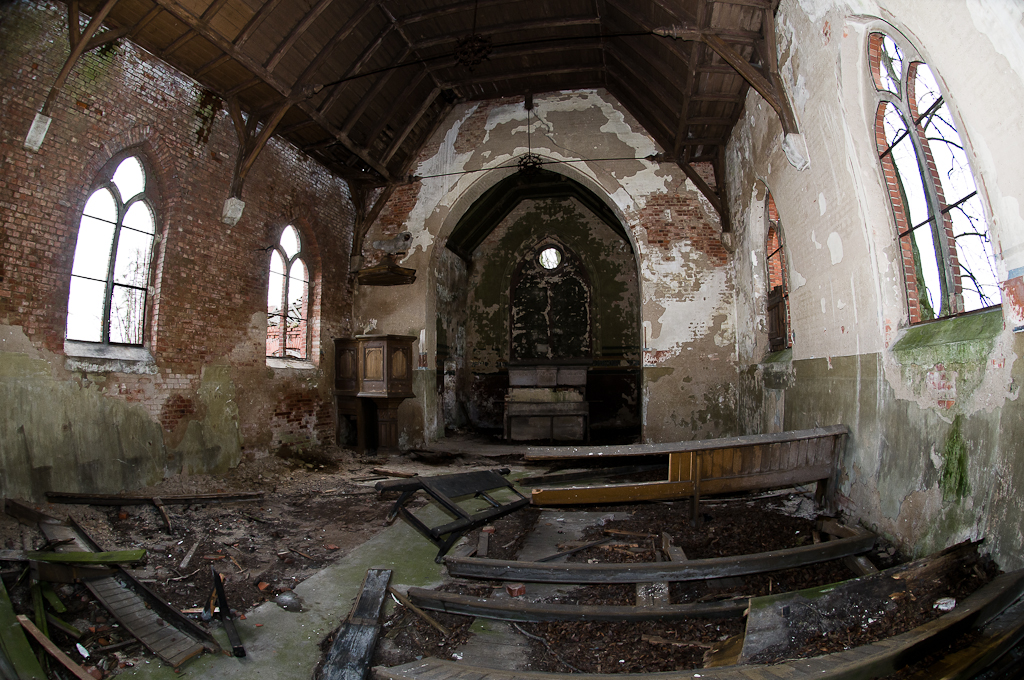
Der Kircheninnenraum – heute

Der Kircheninnenraum wurde mit einer flachen Holzdecke versehen. Bei seiner Gestaltung legte man besonderen Wert auf die Ausmalung der Altarnische, die auf Anleitung des preußischen Geheimen Baurats Bessel-Lorck erfolgte. Sie bildete den Hintergrund für die von der Firma A. Frilli in Florenz aus Marmor in Lebensgröße hergestellten Kopie des „Segnenden Christus“ des dänischen Bildhauers und Medailleurs Bertel Thorvaldsen. Eine hölzerne Kanzel befand sich an der linken Seite des Altarraums.

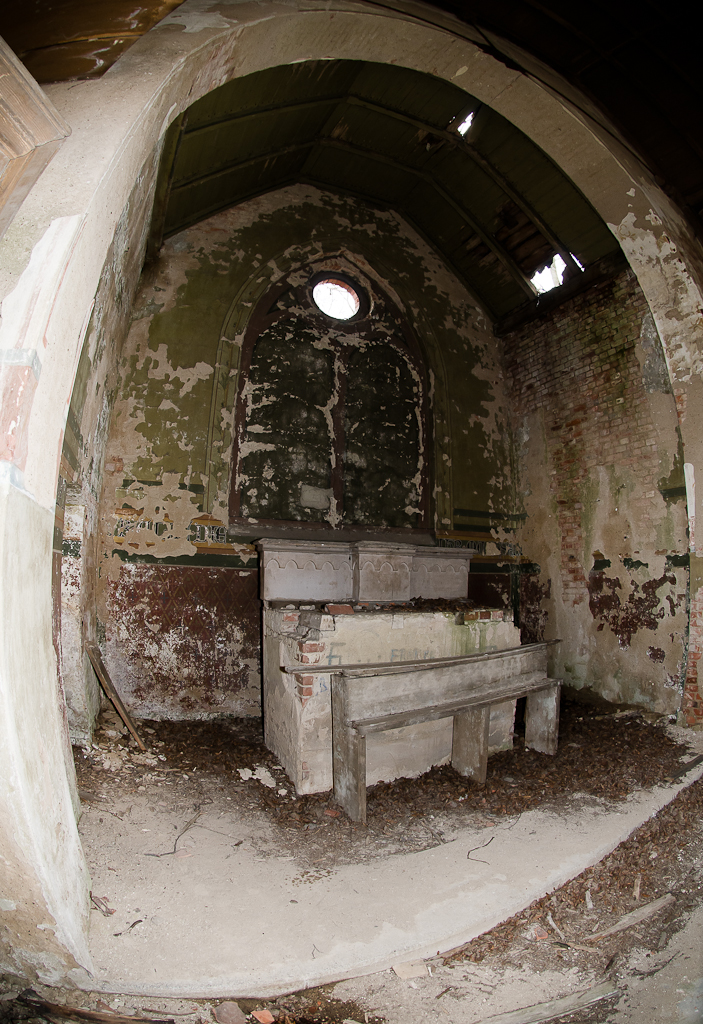
Altarnische

Dem Altarraum gegenüber befand sich eine Empore, die die in der Orgelbauwerkstatt von Bruno Goebel angefertigte Orgel trug. Sie war in Holzkonstruktion ausgeführt und mit Ölfarbe eichenartig gestrichen. Unter der befand sich die Tür zum Haupteingang im Turm, der mit einem Kreuzkappengewölbe überdeckt war.
Das Kirchengebäude wurde – aus welchen Gründen auch immer – in den Nachkriegsjahren nicht mehr genutzt. Heute ist es vom Verfall bedroht.

## Kirchengemeinde

### Kirchengeschichte
Bereits in vorreformatorischer Zeit gab es in Bialutten eine Kirche. Nach Einführung der Reformation wechselte sie mehrfach zwischen evangelisch-lutherischer und römisch-katholischer Konfession. Der Grund dafür war u. a. die unterschiedliche Kirchenzugehörigkeit der das Kirchenpatronat ausübenden Gutsherrschaften. Nach 1570 wurde die Kirche katholisch und blieb es danach auch. Die seinerzeitige Holzkirche wurde 1887 durch eine Backsteingebäude ersetzt, das heute die katholische Pfarrkirche darstellt.
Evangelischerseits war Bialutten in das elf Kilometer entfernte Narzym eingepfarrt. Die Entfernung war für die Gemeindearbeit – besonders des Konfirmandenunterrichts – hinderlich. Gottesdienste wurden darum teilweise auch in einem als Schulzimmer genutzten Raum eines Bauernhauses gehalten. Zusätzlich gab es erhebliche Spannungen zwischen Polen/Katholisch und Deutschen/Evangelisch, die jedoch später durch Zugeständnisse der katholischen Kirche verringert werden konnten. Dennoch verstärkte sich bei den evangelischen Einwohnern der Wunsch nach eigenen Gebäuden im Ort. Anlässlich einer Generalkirchenvisitation 1898 im Kreis Neidenburg fanden sie Verständnis bei der Kirchenleitung.
Im Jahre 1902 wurde für Bialutten ein spezieller Seelsorgebezirk geschaffen, dem umliegende Dörfer – zum Teil aus den Kirchspielen Scharnau und Saberau herausgelöst – zugeordnet wurden. Auch ein Hilfsprediger nahm seinen Dienst auf, der zunächst in Narzym, später dann im Gutshaus seine Wohnung hatte. Seine wichtigste Aufgabe war das Betreiben eines Kirchbaus in Bialutten. Mit der Unterstützung des (evangelischen) Gutsherrn Alfred Oehlrich, dem Gustav-Adolf-Verein und dem Jubiläumsfonds des Königs gelang es – sogar gegen den Widerstand der Muttergemeinde in Narzym – ein Kirchbauprojekt aufzulegen. Die Gesamtsumme von 34.770 Mark wurde errechnet. das Grundstück stellte der Gutsherr zur Verfügung. Im Jahre 1904 wurde das Projekt in die Tat umgesetzt. Schon kurze Zeit nach der Einweihung der Kirche wurde 1905 der Seelsorgebezirk Bialutten in eine eigenständige Kirchengemeinde und die Hilfspredigerstelle 1907 in eine ordentliche Pfarrstelle umgewandelt.
Gehörte das Kirchspiel anfangs noch zum Kirchenkreis Neidenburg, so wurde es am 1. Januar 1910 in den neu geschaffenen Kirchenkreis Soldau eingegliedert. Beide gehörten zur Kirchenprovinz Ostpreußen der Kirche der Altpreußischen Union. 1920 wurde Bialutten als „Białuty“ polnisch und ist es auch noch heute. Flucht und Vertreibung der Einheimischen ließ die evangelische Gemeinde ersterben. Hier heute lebende Kirchenglieder gehören zur Erlöserkirche Działdowo (Soldau) in der Diözese Masuren der Evangelisch-Augsburgischen Kirche in Polen.

### Kirchspielorte
Zum evangelischen Kirchspiel Bialutten gehörten die Dörfer und Ortschaften:
| Deutscher Name               | Polnischer Name |  | Deutscher Name                          | Polnischer Name |
| ---------------------------- | --------------- |  | --------------------------------------- | --------------- |
| Bialutten                    | Białuty         |  | Krokau                                  | Krokowo         |
| Dzwiersnia                   | Dźwierznia      |  | Napierken 1938–1945 Wetzhausen (Ostpr.) | Napierki        |
| Eichberg                     | Dębini          |  | Prusken                                 | Pruski          |
| Grabowo 1938–1945 Hasenheide | Grabowo Leśne   |  | Wolla 1938–1945 Grenzdamm               | Wola            |

### Pfarrer
In der Zeit nach Einführung der Reformation amtierten an der Kirche in Bialutten die evangelischen Geistlichen:
- Valentin von Prasnitz, 1563–1578
- Bartel Kulwitz, bis 1588.

Bis 1902 waren die Pfarrer der Kirche in Narzym für Bialutten zuständig, als dann Hilfsprediger eingesetzt wurden:
- Robert Aßmann, 1902–1906
- Bernhard Czekay, 1906.

Ab 1. Januar 1907 war die dann geschaffene Pfarrstelle Bialutten besetzt mit den Geistlichen:
- Bernhard Czekay, 1907–1910
- Heinrich Heldt, 1911–1916.

Danach – nun eben auch, weil Bialutten – im Soldauer Gebiet gelegen – 1920 an Polen abgetreten war – oblag den Pfarrern in Narzym bzw. polnischen Geistlichen die Versorgung Bialuttens.